# 青铜扭头跪坐人像

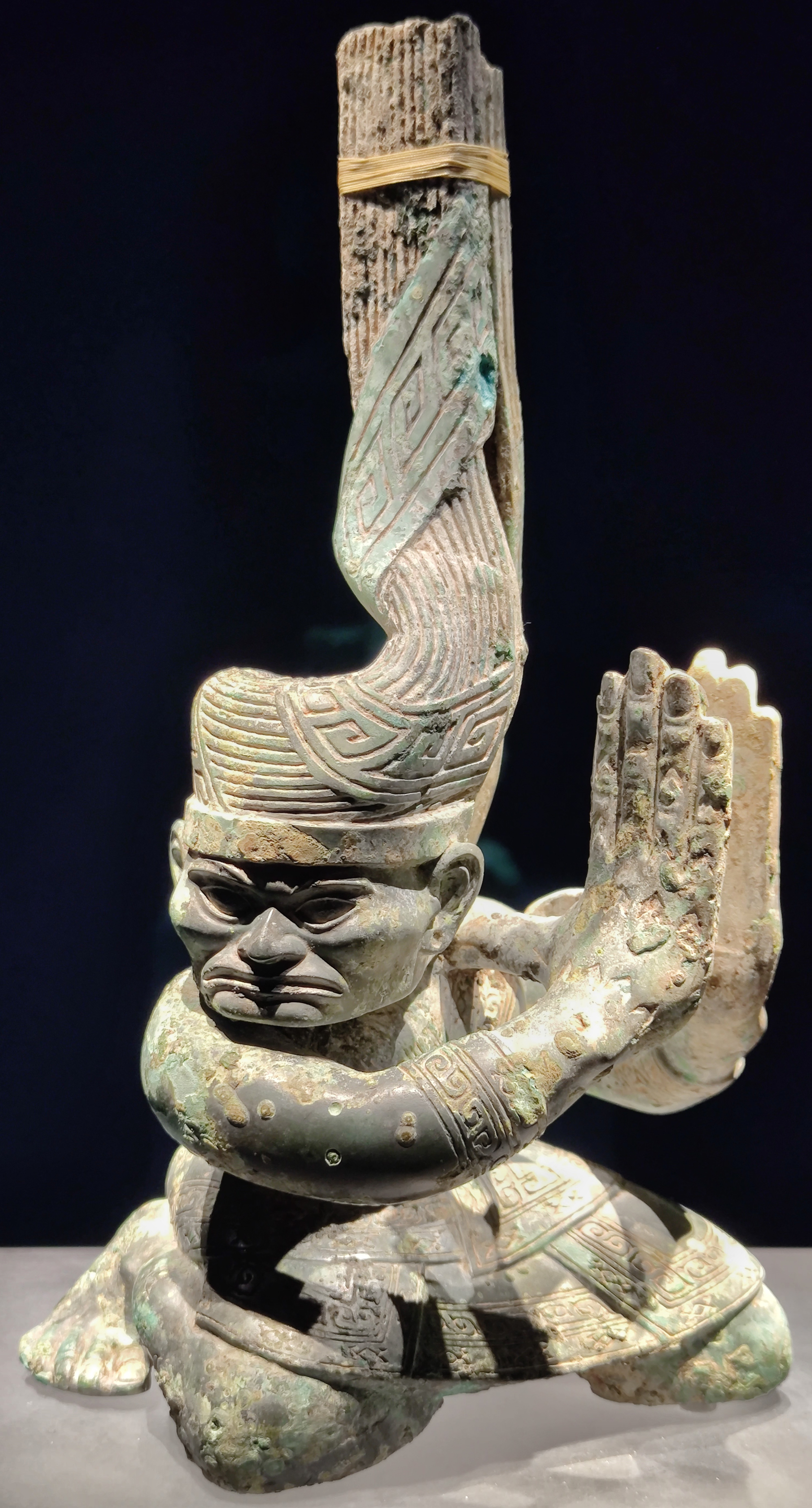
青铜扭头跪坐人像

青铜扭头跪坐人像是2021年出土于三星堆4号祭祀坑的文物。一共有3件，通高约30厘米，年代大约在商代晚期。相比于此前在三星堆出土的抽象化的人像，青铜扭头跪坐人像更加贴近真实人体形象。